# 宗像大社神主の一覧
宗像大社神主（むなかたたいしゃかんぬし）とは福岡県宗像市にある宗像大社の神主のことである。
なお、宗像大社神主については諸説があり、宗形徳善以降をここに挙げる。なお、挙げる神主の順番は不明。神主の職は宗像の豪族の宗形氏が独占していた。年代は概ね700年から800年である。

## 宗像大社神主
| 人名           | 備考                                                          |
| -------------- | ------------------------------------------------------------- |
| 胸形君徳善     | 『日本書紀』天武天皇2年（673年）条に見える。                  |
| 宗形朝臣等杼   | 『続日本紀』和銅2年（709年）条に見える。                      |
| 鳥麿（鳥麻呂） | 『続日本紀』神亀6年（729年）条、天平10年（738年）条に見える。 |
| 与呂志         | 『続日本紀』天平21年（749年）条に見える。                     |
| 深津           | 『続日本紀』天平神護3年（767年）条に見える。                  |
| 大徳           | 『続日本紀』宝亀9年（778年）条に見える。                      |
| 池作           | 『類聚三代格』延暦17年（798年）条に見える。                   |
| 秋足           | 『類聚国史』弘仁4年（813年）条に見える。                      |
| 勝麿           | 『類聚国史』弘仁8年（817年）条に見える。                      |

なお、宗形清氏以後は宗像大宮司の一覧を参照。